# Daniel Arella
Daniel Arella (Caracas, 2 de julio de 1988) es un poeta, ensayista, narrador y editor venezolano, que reside en Bogotá, Colombia.

## Biografía

### Primeros años
Aunque nacido en Caracas, gran parte de su vida transcurre en la ciudad de Mérida, donde se licenciará en literatura hispanoamericana y venezolana y obtendrá un magíster en filosofía por la Universidad de Los Andes; y donde también cursa actualmente el Doctorado de Letras.

### Carrera literaria
En 2009 publica su primer poemarios, Al fondo de la transparencia, le seguirá El loco del ejido, que publicará en 2013 en Santiago de Chile. Como compilador y crítico literario, realiza varias antologías, entre ellas, las obras completas del poeta venezolano Gelindo Casasola, Espacios (El perro y la rana, 2014);y la antología de Dionisio Aymará, Rostro de nadie (El perro y la rana, Caracas, 2015).
Como investigador, se ha especializado en la ciencia ficción latinoamericana y venezolana, y en específico en autores como Pablo Palacio y Mauricio Odremán. En 2015 publica Los relatos pioneros de la ciencia ficción latinoamericana (El perro y la rana, 2015, disponible en internet; 2019, primera edición impresa)
En 2017 publica en Bolivia su tercer poemario, El andrógino en el haitón.
Anatomía del grito (2020), su cuarto poemario, obtuvo el Premio latinoamericano de Poesía Ciro Mendía en Colombia.
La última cena de las Dakinis (2021), su quinto poemario con el que ganó el Concurso Experimental de la revista «La Bestia Impura» de Bolivia.En 2020 publica en Bogotá El Arcángel.  
En 2021 participa en la redacción la Historia de la ciencia ficción latinoamericana, volumen 2, con un capítulo sobre la ciencia ficción venezolana, a partir de 1960.
En 2023 fue uno de los representantes de Venezuela en la Feria Internacional del Libro de Bogotá.
Es editor de la Revista ÍO, de Cali que cultiva los géneros ciencia ficción, fantasía y terror; y es miembro del consejo editor de la Revista POESÍA de la Universidad de Carabobo,y ha colaborado en la revista Latin American Literature Today y en la revista Actual de la Universidad de los Andes.
Trabajó igualmente como tallerista de literatura desde el 2010 hasta el 2016 en la Casa Nacional de las Letras Andrés Bello en espacios psiquiátricos y penitenciarios, y como investigador literario para la editorial El perro y la rana, entre 2009 y 2010.

## Obra

### Poesía
- Al fondo de la transparencia (Los caminos de Altaír, Caracas, Venezuela, 2009)
- El loco de Ejido (Plaquette, Los poetas del cinco, Santiago de Chile, 2013)
- El andrógino ebrio en el haitón. (Nuevos Clásicos, La Paz, Bolivia, 2017)
- Anatomía del grito (LP5, Fox Island, Estados Unidos, 2020)
- La última cena de las Dakinis (La Bestia Impura, La Paz Bolivia 2021)
- El Arcángel (El Taller Blanco Ediciones, Cali, Colombia, 2022)

### Ensayo
- Pablo Palacio y las corporeidades póstumas: los orígenes de la ciencia-ficción latinoamericana, 2014
- Heráclito y Hölderlin: Keraunós, la conquista del rayo. Pólemos fulminante, 2020
- La ciencia ficción venezolana (1960-2019): etapas y características, 2021
- Los primeros aforismos de la teleexistencia, 2022

### Como editor / compilador
- Gelindo Casasola, Espacios (El perro y la rana, 2014)
- Los relatos pioneros de la ciencia ficción latinoamericana (El perro y la rana, 2015, disponible en internet; 2019, primera edición impresa)
- Dionisio Aymará, Rostro de nadie (El perro y la rana, Caracas, 2015)

## Premios
- Premio Estudiantil DAES en Narrativa de la Universidad de los Andes, Venezuela (2009, 2010, 2016)
- XIX Premio latinoamericano de Poesía por Concurso Ciro Mendía, Colombia (2015)
- Premio de Ensayo Goethe Institut, Perú (2020)
- Concurso Experimental de la revista «La Bestia Impura», Bolivia (2021)